# 加藤吉治郎
加藤 吉治郎（かとう きちじろう、1947年1月 - ）は、日本のラジオ番組・テレビ番組制作ディレクター、作曲家、音楽プロデューサー、著作家、メディアコーディネーター、実業家。
滋賀県出身。別名 弟子 吉治郎（でし きちじろう）。
「吉」の正確な表記は「」（「土」の下に「口」、つちよし）である。

## 来歴・人物
生家は米原市でまんじゅう店を営んでいた。彦根東高校、関西学院大学卒業。中部日本放送 (CBC) 入社後、ラジオ番組のディレクターなどとして活動。1974年、自身がディレクターを担当していた番組『ばつぐんジョッキー』の企画より、地元名古屋市を本拠地とするプロ野球球団・中日ドラゴンズの応援歌『燃えよドラゴンズ!』（作詞・作曲：山本正之。以下、燃えドラ）を同番組パーソナリティ・板東英二の歌唱によりリリースさせ、ヒットさせる。1980年代には、テレビの『ぱろぱろエブリデイ』のチーフディレクターを務め、それまでアニメの再放送などの横並び状態であった夕方の時間帯を開拓。また、同番組からなめ猫ブームも巻き起こした。
CBC退職後、メディアコーディネーターの肩書で活動している。CBCを離れてすぐに制作会社・WINを設立し率いた後、1996年7月3日に、オフィスきちじろうを設立。代表を務める。同社では、テレビ番組の構成や燃えドラの著作権管理を行うほか、2004年以降「燃えドラプロジェクト オフィスきちじろう」名義で燃えドラの新作CDの発売を手掛けている（燃えドラ新作のプロデュースも加藤が行っている）。また、山本の事務所山本正之なごやオフィス社長や放送批評懇談会会員も務める。
『ばつぐんジョッキー』パーソナリティの一人であった上岡龍太郎とは、CBC時代の1973年にラジオディレクターとして出会ってから親交が深く、テレビ番組の構成や独演会の舞台演出を行っている。1995年には上岡に弟子入りし「弟子 吉治郎」（でし きちじろう）を名乗り、上岡との共著書を発行するなど活動、引退後も親しく交流していた。上岡が引退直前にNHK『日本の話芸』で語った「海辺にて」の原作は弟子である。
「弟子吉治郎」名義は、上岡との共著以外でも使用されている。
また、立川談志とも親交が深く、談志没後に『立川談志 鬼不動 天空のネタ下ろし』を刊行している。松坂屋名古屋店で開催していた「松坂屋寄席」にも携わっていた。

## 詳細情報

### 制作番組
ラジオ
- ばつぐんジョッキー - ディレクター[8]
- オー!サンデー - ディレクター

テレビ
- ぱろぱろエブリデイ - チーフディレクター
- 上岡龍太郎の金印 - ブレーン

### 音楽
- 燃えよドラゴンズ!シリーズ - 企画、プロデューサー
- ガッツだ!!ドラゴンズ／ガッツだ!!ドラゴンズのテーマ - 作曲

### CM
- 米常ライス - 1980年代の一時期放送されたバージョンの制作に関わる。これは天野鎮雄をメインに起用、それに加え、地元の俳優・伊沢勉と、当時『小堀勝啓のわ!Wide とにかく今夜がパラダイス』に出演していた栗原“チャーリー”和美をキャスティングしたもの。当時これについて栗原が『わ!Wide』のなかで語った際、何の説明もなく「これ、きっつあん（加藤の意）のところの仕事だったんだわ」と発言、それがきっかけになったか、後に加藤は『わ!Wide』の生放送でゲスト出演している。

### 著書
すべて「弟子吉次郎」名義である。

#### 上岡龍太郎との共著
- 上岡龍太郎のマラソンは愛と勇気と練習量 - 1999年11月、ランナーズ発行。書籍コード：ISBN 4947537507

- 引退 嫌われ者の美学 - 2000年2月、青春出版社発行。書籍コード：ISBN 4413031768
- 龍太郎歴史巷談 卑弥呼とカッパと内蔵助 - 2002年1月、光文社発行。書籍コード：ISBN 4334973248
- “隠居”のススメ 好き勝手に生きる - 2003年9月、青春出版社発行。書籍コード：ISBN 4413021649

#### 単著
- 湖猫、波を奔る（うみねこ、なみをはしる） - 2012年7月、サンライズ出版発行。書籍コード：ISBN 978-4-88325-481-1
- 立川談志 鬼不動 天空のネタ下ろし - 2014年10月、河出書房新社発行。書籍コード ISBN 978-4309275291
- 日本まんじゅう紀行 - 2017年1月、青弓社発行。書籍コード ISBN 978-4787220684
- まんじゅう屋列伝 - 2018年2月、青弓社発行。書籍コード ISBN 978-4787220721
- ラジオ ノスタルジア - 2019年3月、徳間書店発行。書籍コード ISBN 978-4198648084
- 海が嘯えた日（うみがほえたひ）～東日本大震災とテレビ～ - 2021年1月、青文舎発行。ISBN 978-4862120984 (amazon kindle版有）
- 月と砂漠とライオンと女[9]  - 2021年11月、青文舎発行。ISBN 978-4991232404 (amazon kindle版有）
- ホームラン超人 九紋龍飛左志 - 2021年11月、青文舎発行。ISBN 978-4862120991 (amazon kindle版有）

#### 電子書籍のみ
すべてEbook japanからの発行である。
- まんじゅう屋の逆襲──永久繁栄法則──（2017年4月）
- 上岡龍太郎笑激伝（一～八、最終章）-（2017年11月）
  - サブタイトル
    - （一）（二）無し
    - （三）お友達になりましょうと談志が言った
    - （四）幻の映画スター 龍太郎
    - （五）マツコとミキと人間ポンプ
    - （六）幻の歌手 Ryutaro
    - （七）ロンサムアスリート
    - （八）龍太郎解体新書
    - （最終章）談志に捧げる「芝浜」
- テレビは刃物無しで人を殺す 捏造（第一回～第七回、最終回）-（2022年4月）
- テレビ不立文字 壇蜜・ちあきなおみ・安住紳一郎がこの国を変えた! 
  - （1）- 第一章 壇蜜・大谷翔平（2023年5月）
  - （2）- 第二章 北島三郎・大泉洋（2023年6月）
  - （3）- 第三章 安住紳一郎・林修（2023年7月）
  - （4）- 第四章 木村拓哉・タモリ（2023年8月）
  - （5）- 第五章 玉置浩二・ちあきなおみ（2023年9月）
  - （6）- 第六章 横尾忠則・落合博満（2023年10月）
  - （7）- 第七章 上岡龍太郎（2023年11月）
  - （8）- 第八章 立川談志（2023年12月）